# Megagrapha platytarsis
Megagrapha platytarsis är en tvåvingeart som beskrevs av Chillcott 1983. Megagrapha platytarsis ingår i släktet Megagrapha och familjen puckeldansflugor.
Artens utbredningsområde är Ontario. Inga underarter finns listade i Catalogue of Life.